# 埃卡尔曼
埃卡尔曼（法語：Escarmain，法語發音：[ekaʁmɛ̃]）是法国上法蘭西大區北部省的一个市镇，属于康布雷区。

## 地理
埃卡尔曼（50°13'44"N, 3°32'49"E）面积6.4 平方千米，位于法国上法蘭西大區北部省，该省份为法国最北部的省份及最长的省份，西北濒北海，西接加来海峡省，南至埃纳省和索姆省，东与比利时接壤。
与埃卡尔曼接壤的市镇（或旧市镇、城区）包括：贝尔默兰、埃卡永河畔圣马丹、韦尔坦、博迪尼、卡佩勒、罗姆里。
埃卡尔曼的时区为UTC+01:00、UTC+02:00（夏令时）。

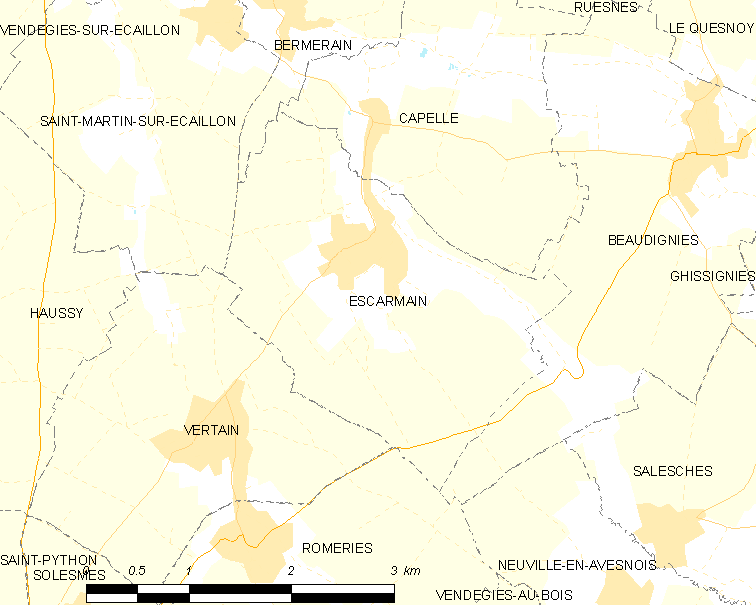
埃卡尔曼的OSM定位图

## 行政
埃卡尔曼的邮政编码为59213，INSEE市镇编码为59204。

## 政治
埃卡尔曼所属的省级选区为科德里县。

## 人口

1962-2008年间埃卡尔曼人口变化图示

埃卡尔曼于2022年1月1日时的人口数量为478人。